# Ядерна енергетика Пакистану
Станом на 2022 рік у Пакистані ядерну енергію забезпечують шість комерційних реакторів. Пакистан є першою мусульманською країною у світі, яка побудувала та експлуатувала цивільні АЕС. Комісія з атомної енергії Пакистану (PAEC), наукове та ядерне урядове агентство, несе повну відповідальність за експлуатацію цих електростанцій. Станом на 2018 рік електроенергія, вироблена комерційними атомними електростанціями, становить приблизно 7,5% електроенергії, виробленої в Пакистані, Пакистан не є учасником Договору про нерозповсюдження ядерної зброї, але є членом Міжнародного агентства з атомної енергії. Пакистан планує побудувати 32 атомні електростанції до 2050 року та передбачає виробництво 40 000 МВт атомної енергії.

## Історія
Професор (а згодом лауреат Нобелівської премії) Абдус Салам, як науковий радник президента, переконав президента Аюб Хана встановити перший у Пакистані комерційний ядерний реактор поблизу Карачі. Комерційна електростанція, відома як Атомна електростанція Карачі (KANUPP), являє собою невеликий реактор CANDU потужністю 137 МВт, канадський важководний реактор під тиском.
Парвез Батт з PAEC, інженер-ядерник, був директором проєкту. KANUPP розпочав свою діяльність у 1972 році, і його урочисто відкрили президент Зульфікар Алі Бхутто та Мунір Ахмад Хан як голова PAEC. KANUPP, який знаходиться під міжнародними гарантіями, працює на зниженій потужності. У 1969 році Комісаріат атомної енергетики Франції та British Nuclear Fuels plc (BNFL) Великої Британії уклали контракт з PAEC на постачання плутонію та заводів з ядерної переробки в Пакистані. Згідно з угодою, інженери PAEC були головними проєктувальниками електростанцій і ядерно-переробних установок. Тоді як BNFL і CEA надали кошти, технічну допомогу та ядерні матеріали. Робота над проєктами почалася лише в 1972 році, і в результаті індійської операції «Усміхнений Будда» — раптового ядерного випробування в 1974 році — BNFL скасувала проєкти з PAEC. У 1974 році було введено в експлуатацію реактор PARR-II, і керівниками проєкту були Мунір Ахмад Хан і Хафіз Куреші. PARR-II — це власний реактор, побудований під егідою інженерів і вчених PAEC.
У 1977 році під тиском держсекретаря США Генрі Кіссінджера CEA негайно скасувала проєкти з PAEC. Без допомоги Великої Британії та Франції інженери PAEC завершили будівництво заводу з ядерної переробки плутонію — New Labs — і плутонієвого реактора — ядерного комплексу Хушаб. Обидві електростанції є комерційними електростанціями, контрольованими PAEC. У 1989 році Китайська Народна Республіка підписала угоду з Пакистаном про надання електростанції CHASNUPP-I потужністю 300 МВт під гарантії МАГАТЕ. У 1990 році й Франція, і Радянський Союз розглянули прохання Пакистану надати комерційні атомні електростанції під гарантії МАГАТЕ. Але після того, як американський посол у Пакистані Роберт Оклі висловив невдоволення США угодами між Радянським Союзом і Францією, контракти були скасовані. Пакистан звернувся до Китаю за ядерною допомогою та підписав угоду про мирне використання комерційних технологій ядерної енергії, яка допомогла розпочати співпрацю щодо реактора Чашма з Китайською національною ядерною корпорацією на початку 1990-х років. До 2000 року Китай розширив свій контракт з PAEC і зараз допомагає в будівництві блоків III та IV. II блок було завершено у квітні 2011 року. У зв’язку зі зростаючим попитом на електроенергію уряд Пакистану наказав PAEC встановити в країні атомні електростанції. За даними PAEC, метою є виробництво 8800 МВт електроенергії до 2030 року. Прем’єр-міністр Юсаф Раза Гіллані оголосив про національну енергетичну політику Пакистану у 2010 році, тоді як звіт про здійсненність був представлений в секретаріаті прем’єр-міністра — офіційній резиденції прем’єр-міністра Пакистану. Зараз PAEC планує очолити будівництво АЕС KANUPP-II — потужністю 1100 МВт — і KANUPP-III — 1100 МВт. У той час як комерційні станції будуватимуть самостійно, попередні роботи призупинено з 2009 року. У 2010 році введено в експлуатацію Атомно-енергетичний паливний комплекс (ЯПЕК) — атомну переробну електростанцію. PAEC очолював будівництво, проєктування та обслуговування об’єкта, тоді як Китай і МАГАТЕ надали кошти на об’єкт. 26 листопада 2013 року прем'єр-міністр Наваз Шаріф провів церемонію закладки двох атомних електростанцій сумарною потужністю 2200 МВт поблизу Карачі. Тим часом атомну електростанцію KANUPP-II підключили до національної мережі. Прем’єр-міністр Імран Хан 21 травня 2021 року урочисто відкрив блок-2 АЕС Карачі (К-2). АЕС К-2 працює за технологією G3, яка була створена за сприяння Китаю.

## Перелік реакторів
| Назва  | Блок №. | Реактор | Реактор      | Статус      | Чиста потужність (MW) | Початок будівництва | Комерційне використання | Закриття      |
| Назва  | Блок №. | Тип     | Модель       | Статус      | Чиста потужність (MW) | Початок будівництва | Комерційне використання | Закриття      |
| ------ | ------- | ------- | ------------ | ----------- | --------------------- | ------------------- | ----------------------- | ------------- |
| Чашма  | 1       | PWR     | CNP-300      | Функціонує  | 300                   | 1 серпня 1993       | 15 вересня 2000         |               |
| Чашма  | 2       | PWR     | CNP-300      | Функціонує  | 300                   | 28 грудня 2005      | 18 травня 2011          |               |
| Чашма  | 3       | PWR     | CNP-300      | Функціонує  | 315                   | 28 травня 2011      | 15 жовтня 2016          |               |
| Чашма  | 4       | PWR     | CNP-300      | Функціонує  | 315                   | 18 грудня 2011      | 1 липня 2017            |               |
| Чашма  | 5       | PWR     | Хуалун 1     | Будується   | 1080                  | 31 грудня 2024      |                         |               |
| Карачі | 1       | PHWR    | CANDU-137 MW | Відключений | 90                    | 1 серпня 1966       | 7 грудня 1972           | 1 серпня 2021 |
| Карачі | 2       | PWR     | Хуалун 1     | Функціонує  | 1080                  | 23 травня 2013      | 19 березня 2021         |               |
| Карачі | 3       | PWR     | Хуалун 1     | Функціонує  | 1080                  | 21 серпня 2015      | 18 квітня 2022          |               |

## Зовнішні посилання
- World Nuclear Organisation
- Bringing Pakistan In From the Cold